# Hégémone (mythologie)
Pour les articles homonymes, voir Hégémone.
Dans la mythologie grecque, Hégémone (en grec ancien Ἡγεμόνη / Hêgemónê) est, avec Auxo, l'une des deux Charites primitivement adorées à Athènes, fille de Zeus par une mère variant selon l'auteur (Héra, Aphrodite, Eunomie, etc.).
Son nom figure à côté de ceux de Thallo et d'Auxo, avec celui d'autres divinités, dans une inscription athénienne du IVe siècle av. J.-C. rapportant le serment des éphèbes.